# Raúl Castronovo
Raúl Castronovo (Rosario, Argentina, 11 de enero de 1949) es un exjugador de fútbol argentino. Jugó como delantero,  en equipos de Argentina, Uruguay, Francia y España.

## Trayectoria
Castronovo comenzó su carrera en Rosario Central en 1968. Una crisis económica en su equipo en 1970 provocó su marcha al CA Peñarol de Uruguay donde en la temporada de 1971 fue el máximo goleador de la Copa Libertadores de América (empatado con Luis Artime) con 10 goles.
Después de disputar una sola temporada en Uruguay, Castronovo se marchó a Francia para jugar en el AS Nancy de la Division 1 entre 1971 y 1974.
Después de abandonar Francia en 1974 Castronovo jugó el resto de su carrera en España, pasando por el CD Málaga, el Hércules CF y la UD Salamanca y retirándose en el Algeciras Club de Fútbol

## Clubes
| Club            | País      | Año       |
| --------------- | --------- | --------- |
| Rosario Central | Argentina | 1968-1970 |
| Peñarol         | Uruguay   | 1970-1971 |
| Nancy           | Francia   | 1971-1974 |
| Málaga          | España    | 1974-1977 |
| Hércules        | España    | 1977-1978 |
| Salamanca       | España    | 1978-1979 |
| Algeciras       | España    | 1979-1980 |

### Distinciones individuales
| Distinción                                         | Año  |
| -------------------------------------------------- | ---- |
| Máximo goleador de la Copa Libertadores (10 goles) | 1971 |